# Salon Agam
Le salon Agam est une installation d'art cinétique, réalisée entre 1972 et 1974 par l'artiste israélien Yaacov Agam pour aménager l'antichambre des appartements privés de Georges Pompidou, alors président de la République française, au palais de l'Élysée. L'œuvre est actuellement exposée au musée national d'Art moderne de Paris, en France.

## Description
L'œuvre est une installation aménageant les murs, le sol et le plafond d'une pièce rectangulaire, de 622 cm de long sur 548 cm de large (34 m2 au sol) et 470 cm de hauteur sous plafond. L'un des côtés est muni de 6 plaques de plexiglas translucides et colorées (rouge, orange, jaune, verte, bleue et violet) servant de portes. Les trois autres murs comportent de grands tableaux composées d'éléments verticaux biseautés, peints de motifs abstraits et dont l'apparence varie suivant l'angle de vue.
Le plafond est muni de profilés en aluminium peints, en zigzag. Sur le sol, un immense tapis en laine recouvre quasiment tout l'espace, lui aussi muni d'une composition abstraite.
Une sculpture cinétique en acier poli, le Triangle volant, complète l'installation.

## Historique
À partir des années 1950, Yaacov Agam réalise des tableaux où des successions d'éléments en biseau, peints différemment suivant les faces, permettent d'exposer des tableaux abstraits dont le contenu change suivant l'angle de vue. En 1970, Yaacov Agam réalise sur ce principe l'aménagement intégral d'une salle du centre culturel et social de Leverkusen en Allemagne. Georges Pompidou, président de la République française depuis 1969, commande à Yaacov Agam l'aménagement de l'antichambre de ses appartements privés au palais de l'Élysée en 1971. Agam réalise cet aménagement entre 1972 et 1974,.
En avril 1974, à la mort de Georges Pompidou, le salon n'est pas achevé : Yaacov Agam le complète cette année-là par le tapis (exécuté par la manufacture des Gobelins) et la sculpture mobile. Après l'élection de Valéry Giscard d'Estaing à la présidence, le salon est toutefois démonté.
L'œuvre entière est exposée au musée national d'Art moderne du centre Georges-Pompidou entre 1979 et 1984, puis à partir de 2000. Elle occupe toute la salle 10 des collections contemporaines du musée : l'accès direct dans la reconstitution du salon n'est pas autorisée, mais le public la perçoit directement à travers les panneaux translucides colorés.